# Jaroslaw Herse
Jaroslaw Herse (* 25. August 1837 in Gnuszyn, Kreis Samter; † 25. Januar 1909 in Groß Lichterfelde) war ein deutscher Jurist und Politiker.

## Leben
Herse studierte Rechtswissenschaften in Berlin. Während seines Studiums wurde er im Wintersemester 1856/57 Mitglied der Landsmannschaft und späteren Berliner Burschenschaft Normannia. 1866 wurde er Gerichtsassessor beim Appellationsgericht in Posen. Dort wurde er 1869 besoldeter Stadtrat, 1871 Stellvertretender Direktor der Armendirektion und 1872 Zweiter Bürgermeister. Ab 1881 gehörte er auch der Provinzialsynode für Posen an. Ab 1883 vertrat er den erkrankten Oberbürgermeister Hermann Kohleis und wurde 1884 zum Ersten Bürgermeister gewählt. 1898 wurde er zum Ehrenbürger ernannt.
Sein Sohn war Wilhelm Herse, ein Bibliothekar und Archivar.

## Schriften
- Die Fürsorge für entlassene Sträflinge. (= Schriften des Deutschen Vereins für Armenpflege und Wohlthätigkeit. Heft 16) Leipzig 1892.
- Deutsch-polnisches Wörterbuch zum Handgebrauch in Rechts- und Verwaltungssachen. Lissa i. P., 2. Auflage 1919.